# La zona (película)
La zona es una película mexicana-española-argentina de drama-suspenso de 2007 dirigida por Rodrigo Plá, sobre guion del mismo en colaboración con Laura Santullo. Es protagonizada por Daniel Giménez Cacho, Maribel Verdú, Alan Chávez, Daniel Tovar y Carlos Bardem. Fue estrenada el 9 de noviembre de 2007.
La trama gira en torno a la vida dentro de un barrio cerrado, y un hecho delictivo que cambia para siempre a los miembros de la comunidad que allí habita. Tanto la película como el guion y las actuaciones han merecido numerosas nominaciones y premios.

## Argumento
El lugar conocido como la Zona es un barrio residencial cerrado, autosuficiente, con una fuerte seguridad privada, cuyos habitantes se han radicado allí por temor a la delincuencia y el miedo a la violencia, al sentirse desprotegidos por las instituciones. Mediante un amparo judicial han conseguido que se disponga que la policía no puede ingresar al lugar sin orden judicial; pero ese privilegio puede ser revocado si se produce en su interior un acto de violencia.
Una madrugada y luego de una fuerte tormenta que destruye parte del muro que separa a la Zona de los otros barrios, tres jóvenes que viven en una zona muy pobre de las proximidades entran en una casa para robar. Son sorprendidos, y durante el incidente una anciana es asesinada y un guardia de seguridad es muerto por error por uno de los residentes que se acercó al lugar. Dos de los ladrones son abatidos por la guardia privada y el tercero se escapa de la casa, pero no puede salir de la Zona. 
Se abre entonces un intenso debate entre los residentes acerca del camino a tomar y si bien una minoría quiere dar parte a las autoridades, la mayoría de los vecinos, temerosos de que le sea revocado el privilegio al barrio y desconfiados de la honestidad y eficiencia de la policía deciden ocultar los hechos ocurridos y perseguir por sí mismos al prófugo; para ello hacen desaparecer los cadáveres, simulan que la muerte del guardia ocurrió por un ataque cardíaco y refuerzan la búsqueda del ladrón con las cámaras de televisión y patrullas de vecinos armados.
Alejandro, un adolescente que vive con su familia en la Zona encuentra con sorpresa en el sótano de su casa, al prófugo, Miguel, un joven de su misma edad que, asustado, reconoce su delito y pide ayuda que, tras muchas vacilaciones, Alejandro decide brindarle. En tanto un policía que recibe la denuncia de la desaparición de Miguel, y el testimonio de una joven que le vio ingresar al barrio cerrado, inicia una investigación y comienza a presionar a los vecinos de la misma para que revelen todo lo que saben.
Para librarse de esa presión los residentes sobornan a un superior del policía, y así logran que este sea obligado a dejar la investigación y que la joven testigo, paliza mediante, se atemorice y calle. Cuando Miguel trata de escapar de la Zona, la policía del lugar lo ve y se retira, dejándolo a merced de los vecinos, que lo linchan. Su participación en los hechos y la violencia de la que fue testigo da a Alejandro una perspectiva distinta del mundo. Luego de enterrar el cadáver de Miguel, se va de la Zona para buscar su propio camino.

## Reparto
| - Daniel Giménez Cacho ... Daniel - Maribel Verdú ... Mariana - Alan Chávez ... Miguel - Daniel Tovar ... Alejandro - Carlos Bardem ... Gerardo - Marina de Tavira ... Andrea - Mario Zaragoza ... Comandante Rigoberto - Andrés Montiel ... Diego - Blanca Guerra ... Lucía - Enrique Arreola ... Oficial Iván - Gerardo Taracena ... Mario - Noé Alvarado ... Maestro - Miriam Balderas ... Yolanda - Fernando Banda ... Alberto - Fernando Becerril ... De La Garza - Claudia Becker ... Mercedes - Celin Bosques ... Guardia 1 - Alejandro Brado ... Ismael - Eduardo Cassas ... Residente 1 | - Diego Cataño ... Elvis - Juan Pablo Cueva Berea ... Bruno - Mayahuel del Monte ... Dorita - Ricardo Fernández-Deu ... Residente 3 - Iñaki Goci - Ténoch Huerta ... Mario - Pablo Aron López ... Mauricio - Concepción Márquez ... Ana María - Fermín Martínez - Gerardo Martínez - Claudio Obregón ... Ricardo - Claudio Pastor ... Esteban - Ignacio Plá - Josefo Rodríguez ... Residente 2 - Asur Zágada ... Carolina - Mayra Sérbulo ... Ernestina - Germán Valdés III ... Eddie - Margarita Wynne ... Mujer mayor - Eileen Yáñez ... Elsa - Francisco Barcala ... Residente 4 |

## Producción

### Origen de la película
La idea original es de la escritora Laura Santullo, la mujer de Rodrigo Pla, quien la desarrolló en el cuento ‘’La Zona’’, publicado en el libro ‘’El otro lado’’, junto con otros que tratan sobre los temas de la vigilia y lo onírico, la salud y la enfermedad. El cuento, según Pla, reflexiona sobre la polarización social, y la idea surgió como una inquietud ante el crecimiento en el mundo de la brecha entre las clases sociales. Es un cuento que tiene mucha trama, con varias escenas de acción como los tiroteos o el asalto, lo que permitió al director encarar una de género policial pero que tuviera algo más, “que fuera entretenida, que atrapara y que al mismo tiempo diera que pensar, que hiciera reflexionar”.

### La adaptación
Del cuento, que tiene unas 12 páginas, la película conservó su esencia, sobre todo la relación entre los dos adolescentes que es el núcleo del mismo pero se ampliaron y desarrollaron varias tramas paralelas que allí solamente estaban insinudas, como por ejemplo la referida al personaje del policía, se dio más forma a los personajes secundarios que aparecían en el relato como los disidentes y sobre todo –dice Laura Santullo-  “se dotó a los personajes de consistencia y ambigüedad. Sentimos que la suma de estos personajes con sus avatares y contradicciones, son los que conforman el personaje central de la película que es ese barrio residencial donde ocurre la historia: ‘’La Zona’’.

### Elección de los actores
Respecto de Daniel Tovar, un actor poco conocido que tiene un papel de peso en la película, el director manifiesta que es difícil encontrar gente con trayectoria que sea lo suficientemente joven para encarnar el personaje de un adolescente. La elección de Tovar –delineada mientras se escribía el guion- la hizo sin conocer su trabajo previo en una serie, pero apreciando que comprendía perfectamente las emociones involucradas y que tenía una gran capacidad de conmoverse y de mostrarlo.
Para el personaje de la madre del protagonista que interpreta la actriz española Maribel Verdú dice Pla que era importante tener una actriz de carácter y que sin embargo pudiera quebrarse emocionalmente llegado el caso. Así es el personaje de Mariana, que es una de las pocas voces con sentido común dentro de la Zona, me pareció que Maribel podía hacerlo y de hecho su interpretación fue estupenda. Es una decisión de la que estoy muy satisfecho.

### Las locaciones
Señala Pla que México es una sociedad muy polarizada, con retenes y con lugares cerrados integrados a la vida cotidiana y con sitios como La Zona creados para vivir aislados, incluyendo calles privatizadas y guardias de seguridad contratados. Por ejemplo hay una zona en México llamada Santa Fe donde se ven barracas de casas residenciales y justo delante millones de casa pequeñas habitadas por gente marginal. El director de la película no había vivido en un barrio de ese tipo, si bien lo conocía por filmaciones publicitarias que había realizado.

### El manejo de la cámara y la fotografía
Rodrigo Pla aprovecha el uso de las cámaras de circuito cerrado para generar la sensación de vigilancia permanente y el clima de paranoia constante que se vive a la espera de un "inminente" ataque. Será esta paranoia la que les conducirá a la situación en la cual una opinión peligrosamente totalizadora no permite en su seno la diversidad de pensamiento, toda acción que contradiga a la mayoría será rápidamente controlada. 
Por otra parte, el uso de diferentes texturas en la imagen resalta las diferencias entre un afuera polvoriento, hostil, desordenado y un adentro -el interior de la Zona- mostrado tan idílico, limpio y perfecto que se vuelve un decorado falso e hipócrita en cuyo marco, finalmente, ese conjunto de gente común y corriente, gente que podría ser uno mismo, acaban convertidos en una turba actuando como verdaderos animales.

## La visión del director
El director tiene palabras de comprensión respecto de quienes viven en lugares como la Zona: “El miedo es el motor de la gente que vive en La Zona. Pero insisto, también tienen parte de razón. Son gente que tiene mayores medio económicos y que por ello son el blanco de la delincuencia: sufren asaltos, secuestros, etc. Por ello, aunque me parezca una decisión errada encerrarse, se pueden comprender las razones de por qué viven ahí.”
Pla destaca que la película no queda encerrada en una visión sin salida y que hay varios personajes que evolucionan a raíz de los acontecimientos como el de Diego -el padre del niño- que termina por abandonar La Zona; y Alejandro, que comienza a ver a “los otros” como personas y no como enemigos. En palabras de Laura Santullo: “Por la manera en que está presentado el conflicto todos estamos involucrados, todos los sectores sociales, nadie queda excluido del problema pero tampoco de la solución, y en ese sentido no creemos que sea una película negativa en tanto que especula sobre una posibilidad terrible de futuro, con la esperanza de plantearse otra forma de sociedad posible.“ Al respecto la premisa de la película es que esa solución requiere el concurso de todos pues nos salvamos todos juntos o "nos vamos a ir todos a la mierda" como dice el personaje de Maribel Verdú.

## Relación temática con otros filmes
La crítica ha señalado que el tema de los barrios cerrados, urbanizaciones y countries, un fenómeno que ha crecido en las últimas décadas en diversos países, en especial en América Latina, se encuentra presente, con enfoques varios, en algunas películas recientes. Tal es el caso del filme español Pájaros muertos, de Guillermo y Jorge Sempere. Y de los filmes argentinos Una semana solos, de Celina Murga y Las viudas de los jueves de Marcelo Piñeyro.

## Críticas
El cronista del diario La Nación describe La Zona como: “un paraíso artificial autónomo y autosuficiente, aislado del mundo real y de sus miserias, cuya manifestación más próxima está ahí nomás, del otro lado del muro: una gigantesca villa de emergencia que configura ya no solamente un barrio cerrado sino una ciudad dentro de la ciudad, con milicia propia y hasta normas y procedimientos establecidos por sus residentes en algo parecido a asambleas democráticas. El filme, que combina la denuncia con el thriller, le sirve a Pla para exponer la barbarie de los que se dicen civilizados y la reacción de quienes conservan reparos morales (especialmente el adolescente, para quien la experiencia será decisiva). La película está filmada con la impersonal pulcritud de una serie televisiva y asegura el impacto en el ánimo del espectador con un clima de creciente tensión si bien disminuido en parte por las simplificaciones maniqueas y los subrayados y exageraciones. Aunque se observan algunas incongruencias y una escena innecesaria que alarga el final debe señalarse el acierto de evitar la tentación del discurso moralizador".
La crónica del diario Clarín encuadra la película como: “un thriller que combina un suspenso creciente con cuestionamientos sociales, por momentos demasiado ostensibles”.

## Lanzamiento en DVD
El film fue lanzado en DVD en el año 2008.
En Francia la película ha salido en formato DVD con un error en su descripción, está descrita como "Le nouveau film choc de l'Amérique du Sud" (La nueva película impactante de América del Sur); siendo que México se encuentra geográficamente en América del Norte.

## Nominaciones y premios
| Año  | País           | Organización                                                    | Premio                                                                               | Resultado                              |
| ---- | -------------- | --------------------------------------------------------------- | ------------------------------------------------------------------------------------ | -------------------------------------- |
| 2008 | México         | Academia Mexicana de Artes y Ciencias Cinematográficas          | Premio Ariel a la Mejor Coactuación Masculina)                                       | Ganador Mario Zaragoza                 |
| 2008 | México         | Academia Mexicana de Artes y Ciencias Cinematográficas          | Premio Ariel a la Mejor Coactuación Masculina)                                       | Nominado Alan Chávez                   |
| 2008 | México         | Academia Mexicana de Artes y Ciencias Cinematográficas          | Premio Ariel a la Mejor Coactuación Femenina)                                        | Nominada Mayra Serbulo                 |
| 2008 | Colombia       | Festival Internacional de Cine de Cartagena                     | Premio India Catalina de Oro a la Mejor Fotografía                                   | Ganador Emiliano Villanueva            |
| 2008 | Colombia       | Festival Internacional de Cine de Cartagena                     | Premio India Catalina de Oro al Mejor Director                                       | Ganador Rodrigo Pla                    |
| 2008 | Colombia       | Festival Internacional de Cine de Cartagena                     | Premio India Catalina de Oro a la Mejor Película                                     | Nominada ‘’La zona’’                   |
| 2008 | España         | Círculo de Escritores Cinematográficos                          | Premio al Mejor Guion Adaptado                                                       | Nominados Rodrigo Plá y Laura Santullo |
| 2008 | Alemania       | Festival Internacional de Cine de Friburgo                      | Premio del Público a la Mejor Película                                               | Ganador Rodrigo Plá                    |
| 2008 | España         | Academia de las Artes y las Ciencias Cinematográficas de España | Premio Goya al Mejor Guion Adaptado                                                  | Nominada Laura Santullo                |
| 2008 | Estados Unidos | Festival Internacional de Cine de Miami                         | Premio del Público en la competencia ibero-americana                                 | Ganador Rodrigo Pla                    |
| 2007 | Canadá         | Festival Internacional de Cine de Toronto                       | Premio de la Crítica (FIPRESCI)                                                      | Ganador Rodrigo Pla                    |
| 2007 | Canadá         | Festival del Nuevo Cine de Montreal                             | Premio del Público                                                                   | Ganador Rodrigo Pla                    |
| 2008 | España         | Radio Nacional de España                                        | Premio Sant Jordi de Cine a la mejor actriz en película española                     | Ganadora Maribel Verdú                 |
| 2008 | Estados Unidos | Festival de Cine Latino de San Diego                            | Premio Corazón a la Mejor Película                                                   | Ganador Rodrigo Pla                    |
| 2008 | Estados Unidos | Festival Internacional de Cine de San Francisco                 | Premio del Público a la Mejor Película                                               | Ganador Rodrigo Pla                    |
| 2008 | España         | Unión de Actores de la Comunidad de Madrid                      | Premio a la revelación masculina                                                     | Ganador Carlos Bardem                  |
| 2008 | Rumania        | Festival Internacional de Cine de Transilvania                  | Trofeo Transilvania                                                                  | Nominado Rodrigo Pla                   |
| 2008 | Eslovaquia     | Festival Internacional de Cine de Bratislava                    | Gran Premio a la Mejor Película                                                      | Nominado Rodrigo Pla                   |
| 2008 | Eslovaquia     | Festival Internacional de Cine de Bratislava                    | Premio a la Mejor Película del jurado ecuménico                                      | Ganador Rodrigo Pla                    |
| 2007 | Italia         | Festival Internacional de Cine de Venecia                       | Premio "Il cerchio non è rotondo. Cinema per la pace e la ricchezza della diversità" | Ganador Rodrigo Pla                    |
| 2007 | Italia         | Festival Internacional de Cine de Venecia                       | Premio Leone del Futuro a la mejor ópera prima "Luigi De Laurentiis"                 | Ganador Rodrigo Pla                    |
| 2007 | Suecia         | Festival Internacional de Cine de Estocolmo                     | Premio al mejor director debutante                                                   | Ganador Rodrigo Pla                    |
| 2007 | Grecia         | Festival Internacional de Cine de Atenas                        | Premio al mejor guion                                                                | Ganadora Laura Santullo                |